# Оборона Пекина
Оборона Пекина (кит. 京師保衛戰), также известная как Защита Пекина и Оборона Цзинши (кит. 北京保衛戰) — битва, произошедшая между Северной Юань и династией Мин в 1449 году.

## Предыстория

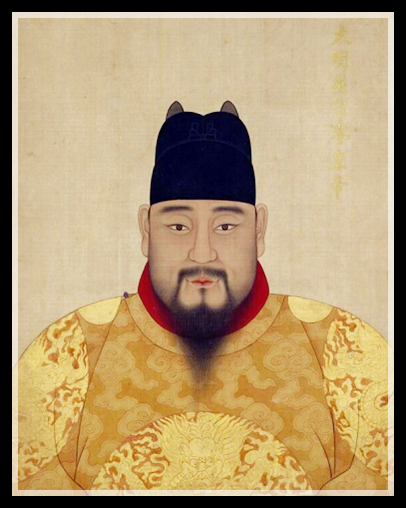
Чжу Цичжэнь (1427—1464), император Минской империи (1435—1449, 1457—1464)

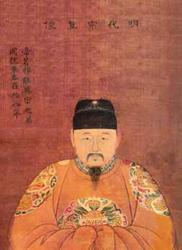
Цзинтай (1428—1457), император Минской империи (1449—1457)

В результате торговых санкций, введенных династией Мин, ойратский лидер Эсэн-тайши возглавил монгольское вторжение против династии Мин в 1449 году. В сентябре Эсэн-тайши одержал победу над китайской армией в битве при Туме, в результате чего минский император Чжэнтун был захвачен в плен монголами.
Эсэн-тайши попытался использовать захваченного императора Чжэнтуна, чтобы собрать выкуп и заключить выгодный договор, включая торговые льготы. Семья императора планировала собрать средства, чтобы обеспечить освобождение императора . Минский двор поначалу был склонен последовать совету чиновника Сюй Ючжэня, который предположил, что, поскольку силы гарнизона вокруг Пекина составляют менее 100 000 человек, двору следует отступить в Нанкин, пока ситуация ещё находится в равновесии. Это было по примеру того, как династия Сун переехала в Ханчжоу после того, как чжурчжэньская династия Цзинь захватила её столицу Кайфын. Однако военный министр Юй Цянь отверг это предложение и заявил, что те, кто выступает за отступление, должны быть казнены.
22 сентября Чжу Циюй, младший брат императора Чжэнтуна, стал новым императором династии Мин. Приказы, якобы отданные предыдущим императором, должны были игнорироваться, и никакие переговоры относительно ситуации с заложниками не проводились. Обоснование заключалось в том, что жизнь императора не так важна, как судьба страны.
Военный министр Юй Цянь был назначен военным министром, хотя он уже заранее планировал и организовывал меры по защите Пекина. Юй Цянь считал, что основная причина поражения в Тумуской катастрофе была вызвана плохой логистикой и нехваткой припасов. Были построены большие зернохранилища и переработана логистическая сеть. Резервные силы из соседних провинций, таких как Шаньси, Шаньдун и Хэнань, были мобилизованы для защиты столицы, а производство оружия было значительно увеличено. К моменту битвы Пекин имел в готовности около 220 000 солдат.
В результате того, что династия Мин установила нового императора, Эсэн-тайши смог использовать императора Чжэнтуна для заключения сделки. Поэтому Эсэн-тайши и монгольские лидеры согласились перейти к вторжению в Пекин, заявив, что хотят восстановить на императорском троне пленного императора Чжэнтуна.

## Битва
1 октября Эсэн-тайши и его войска двинулись на захват Пекина. Их первое нападение было на Датун, где они снова привели императора Чжэнтуна к воротам и объяснили свою цель вернуть его на трон. Однако защитники проигнорировали их просьбу.
В конце концов Эсэн-тайши изменил планы и отказался от нападения на Пекин через перевал Цзюйонг и вместо этого пошел через перевал Цзыцзин. Защитники смогли продержаться несколько дней, но в конце концов силам Эсэна удалось прорваться, и к 11 октября они достигли Пекина, где с его угла на северо-западе стояли лицом к воротам Дэшэнмэнь и Сичжимэнь.
12 октября Эсэн-тайши ещё раз попробовал свой дипломатический подход, но минское правительство отвергло его. Затем Эсэн предложил минскому двору послать высокопоставленных чиновников для сопровождения императора Чжэнтуна обратно в столицу в надежде взять в заложники более высокопоставленных лиц. Однако минский двор направил только двух офицеров низкого ранга, и поэтому уловка провалилась.
13 октября Эсэн-тайши атаковал ворота Дэшэнмэнь. Однако тактика, которую Юй Цянь часто использовал, заключалась в том, чтобы заманить силы Эсэна в города, а затем закрыть ворота, как только они вошли. Внутри городов находился Шэньцзин, лежащий в засаде, который атаковал пойманные в ловушку силы, используя оружие дальнего боя, такое как огнестрельное оружие и ракеты. В результате этих нападений погибли братья Эсэн-тайши.
Бои продолжались в течение следующих нескольких дней, и силы Мин постоянно использовали одну и ту же тактику засад.
17 октября Эсэн-тайши принял решение отступить из Пекина. Поняв, что силы противника значительно превосходят его войско численностью и что любые подкрепления заблокированы на пути через перевал Джуйонг.

## Последствия
20 октября 1449 года Эсэн-тайши отправил послов для переговоров о мирном соглашении с минским двором. 8 ноября силы Эсэн-тайши вышли за пределы Великой стены и покинули китайские владения.
Эсэн-тайши продолжал попытки использовать императора Чжэнтуна для переговоров с минском двором, но безуспешно, поскольку новый император набирал власть и не собирался возвращать её своему брату. В конце концов Эсэн-тайши освободил императора Чжэнтуна в 1450 году. Это произошло потому, что он не видел смысла удерживать его дольше, а монгольская экономика зависела от их торговли с династией Мин, поэтому Эсэн был вынужден возобновить переговоры.
Эсэн-тайши подвергся критике за свою неспособность извлечь выгоду из своей первоначальной победы над Минской империей. Некоторые историки утверждают, что Эсэну не только не удалось добиться лучших условий, чем предыдущие договоренности, но он был вынужден принять менее выгодные условия в обмен на возобновление торговли с Мин. В 1453 году Эсэн-тайши провозгласил себя ханом, после чего вспыхнул внутренний конфликт и через два года был убит своими людьми.
Династия Мин претерпела реструктуризацию организации своих вооруженных сил и позволила больше надзора со стороны столичной бюрократии, а не только евнухов.
Император Цзинтай был впечатлён достижениями Юй Цяня и назначил его опекуном и наставником наследного принца. Однако в 1457 году предыдущий император Чжэнтун успешно совершил переворот и сверг своего младшего брата, императора Цзинтая. Юй Цянь был ложно обвинен в государственной измене и приговорен к смертной казни. Многие враги Юй Цяня призывали казнить его путем линчи, но император Чжэнтун смягчил приговор до публичного обезглавливания. Юй Цянь был посмертно реабилитирован девять лет спустя следующим минским императором Чэнхуа.